# Pepsi Twist
Pepsi Twist es un refresco de cola con sabor a limón, comercializado por PepsiCo como alternativa a la Pepsi regular.

## Historia
La primera encarnación de Pepsi Light fue de cola y sabor a limón con un 50% menos de calorías. Pronto fue reemplazado con el limón con sabor a cola dietética del mismo nombre en los años 1970s y 1980s en los Estados Unidos llamado Pepsi Light, que fue con sabor a limón por la necesidad de contrarrestar el sabor del edulcorante artificial sacarina. Cuando llegó a ser más ampliamente disponible aspartamo, el aroma de limón fue retirado de la recién rebautizado Diet Pepsi.
Pepsi Twist se introdujo en los Estados Unidos el 12 de julio de 2000 y nuevamente el 12 de junio de 2001. Pepsi lanzó Pepsi A-ha, con un sabor a limón en la India, en 2002.
Pepsi Twist Hecho se comercializó en Brasil (con lima en lugar de limón), donde una versión de edición limitada se vendió también, el Pepsi Twistão, con un sabor a lima aún más fuerte, luego se empezó a vender la versión de dieta. También se ha lanzado en Portugal como una edición limitada durante el verano, y ha mantenido su popularidad.
En las Filipinas, fue lanzado en 2002 y fue un éxito instantáneo entre los adolescentes, pero no pudo capturar el mercado. Pepsi Twist también se comercializó en Pakistán en 2006. El producto no pudo capturar el mercado, pero todavía está disponible en algunos supermercados.
Es comercializada en Rumania bajo el nombre de Pepsi Twist Lemon. Se vendió bajo el nombre de Pepsi Twist hasta hace poco, y su homólogo de dieta, Pepsi Twist Light Lemon.
Está disponible en Grecia, Indonesia y China. Fue introducido en Polonia en el verano de 2002 y en Italia a finales de 2002. Todavía es una bebida muy popular en el primer país. También fue lanzado en Bosnia y Herzegovina a finales de 2006. Todavía se comercializa hoy en día, y se vende más que la original de Pepsi.
En el Reino Unido, el toque original Pepsi Twist ya no se comercializa. En su lugar, ahora hay una versión "lima y limón", bajo la marca Pepsi Max no en otro lugar disponible. Este producto se llama 'Pepsi Max Lemon and lima Twist'.
En Ucrania, Pepsi Twist comercializado y vendido durante el año 2004. En 2012, re-introducido bajo el Logotipo "Pepsi 1" y "Pepsi Twist" en su nombre comercial.
Pepsi Twist hizo una breve regreso en el verano de 2008 con el sabor de NFL Kickoff Limited Edition, que se jactaba de que era Pepsi "con una patada de limón".
En la República Checa y Eslovaquia, Pepsi Twist se introdujo en 2002, mientras su homólogo de dieta Pepsi Light Twist se introdujo en enero de 2003. Las dos versiones son todavía vendidas.
En Letonia, Pepsi Twist fue introducido en 2011. En Polonia, 10 años después de Pepsi Twist estuvo introducido, PepsiCo decidió introducir Pepsi Light Lemon. En Chipre, Pepsi Twist es introducido en inicios de 2014.
En Uruguay, Pepsi Twist fue lanzado en 2005. 10 años después fue re-introducido en una edición limitada para septiembre de 2015. En Venezuela fue lanzado en 3 ocasiones de manera temporal la primera fue en 2001, luego en 2005, y 7 años después fue re-introducido también de manera temporal de 2012 a 2013. En Argentina salió a la venta en 2002, al año siguiente se lanzó "Pepsi Twist Light", hasta retirarse del mercado en 2004. A finales de 2023 anunciaron su regreso como "Pepsi Twist Black", que se llevó a cabo a inicios del año 2024. También se ha lanzado en Bolivia y Guatemala, pero este producto solo tuvo éxito en Bolivia, por lo que fue retirado del mercado, y solo puesta en el mercado boliviano.
Aunque Pepsi Twist se lanzó en México en 2001, se le cambió de nombre a "Pepsi Limón", aunque el producto fue retirado al año siguiente, fue re-introducido al mercado en 2018 bajo el nombre "Pepsi con jugo de limón", aunque no duró mucho tiempo en el mercado.